# 젠두바주

젠두바주의 위치

젠두바주(영어: Jendouba Governorate, 아랍어: ولاية جندوبة)는 알제리와 국경을 접하는 튀니지 북서부에 있는 주로, 주도는 젠두바이다. 면적은 3,102km2이며, 인구는 417,000명(2004년)이다.